# Aeroporto Internacional de São Paulo-Guarulhos
Internationale Luchthaven São Paulo Guarulhos is de grootste luchthaven van de Braziliaanse stad São Paulo. De luchthaven ligt in Cumbica, een stadsdeel van Guarulhos in de agglomeratie van São Paulo, op ca. 25 kilometer van het stadscentrum van São Paulo. De luchthaven heeft sinds 4 april 2012 drie terminals en de luchthaven is de drukste van Brazilië voor wat betreft het aantal passagiers (26.849.185 in 2010) en de op een na drukste voor wat betreft het aantal vliegbewegingen (250.493 in 2010) - na luchthaven Congonhas, ook in São Paulo. De luchthaven is een hub voor de Braziliaanse luchtvaartmaatschappijen Gol en TAM Linhas Aéreas. Voorheen was de luchthaven een hub voor Varig. Onder meer KLM vliegt vanuit Amsterdam naar deze luchthaven.
De Lijn 13-Jade van het Metropolitane Spoorwegnetwerk van São Paulo is verbonden met de luchthaven via het station Aeroporto-Guarulhos. Eén enkel tarief geeft toegang tot alle lijnen van het metrosysteem. Deze lijn is op 31 maart 2018 in gebruik genomen. Dit maakt de internationale luchthaven São Paulo/Guarulhos (GRU) de eerste van de grote Zuid-Amerikaanse luchthavens (zoals Minister Pistarini Luchthaven (Buenos Aires-Ezeiza), Arturo Merino Benítez Luchthaven (Santiago), Jorge Chávez Luchthaven (Lima), El Dorado Luchthaven in Bogota en Rio de Janeiro-Galeão Internationale Luchthaven) die beschikt over een directe treinverbinding.

## Geschiedenis
De luchthaven werd geopend in 1985, daarvoor was het een militair vliegveld. Ze werd de belangrijkste Braziliaanse luchthaven voor internationaal verkeer, ten nadele van Luchthaven Galeão in Rio de Janeiro. In 2001 kreeg ze de naam van de in 1999 overleden gouverneur van de staat São Paulo, André Franco Montoro; maar de luchthaven is beter bekend als Guarulhos of Cumbica.

## Uitbreiding
Infraero, een overheidsorganisatie belast met het beheer van de vliegvelden in het land, wil de capaciteit van de luchthaven uitbreiden voor 600 miljoen euro. Op 8 april 2012 is de derde terminal (terminal 4) geopend de vierde terminal (terminal 3) is in aanbouw. Verder is een derde baan en een goede verbinding van de luchthaven met de stad gepland. Volgens het plan krijgt het vliegveld zo'n 25 miljoen mensen in 2013 te verwerken.

## Gedeeltelijke privatisering
In 2012 organiseerde de Braziliaanse overheid een veiling om de luchthaven deels te privatiseren. Er zijn biedingen gekomen van 10 partijen, maar een consortium van Invepar en de Airport Company South Africa (ACSA) heeft gewonnen met een bod ter waarde van $ 9,4 miljard. Vanaf mei 2012 gaan zij gedurende 20 jaar de luchthaven beheren al blijft Infraero een belang houden van 49%. In de concessieperiode gaat het consortium investeren in een verdere uitbreiding van de capaciteit. Nu passeren nog jaarlijks 30 miljoen passagiers de luchthaven, maar dit zal stijgen naar 60 miljoen wanneer de concessie afloopt. De eerste uitbreiding, terminal 3, met een capaciteit van 12 miljoen passagiers, moet voor de wereldkampioenschap voetbal 2014 gereed zijn.

## Vervoerscijfers
| Jaar | Totaal passagiers | Totaal vracht | Totaal vliegtuigbewegingen |
| ---- | ----------------- | ------------- | -------------------------- |
| 2006 | 15.759.181        | 495.879 ton   | 154.948                    |
| 2007 | 18.795.596        | 488.485 ton   | 187.960                    |
| 2008 | 20.400.304        | 475.209 ton   | 194.184                    |
| 2009 | 21.727.649        | 382.712 ton   | 209.636                    |
| 2010 | 26.849.185        | 430.850 ton   | 250.493                    |